# مارکوس روزنر
مارکوس روسنر (انگلیسی: Marcus Rosner؛ زادهٔ ۱۰ اوت ۱۹۸۹) یک بازیگر اهل کانادا است. او از سال ۲۰۱۲ در پروژه‌های تلویزیونی و سینمایی مختلف ظاهر شده است.